# Museo del Algodón y Lienzo de la Tierra

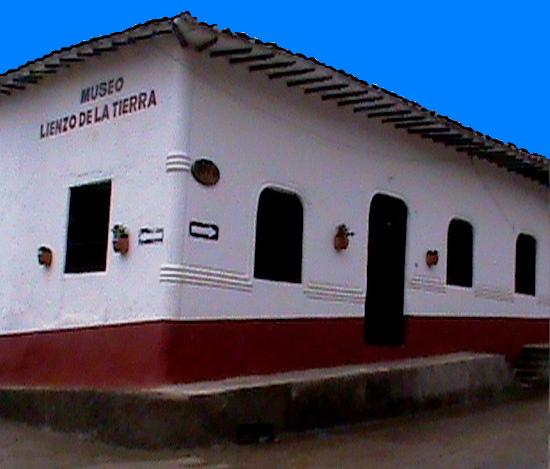
Museo del Algodón y del lienzo de la Tierra

El Museo del Algodón y Lienzo de la Tierra es un museo ubicado en el municipio de Charalá, departamento de Santander, Colombia.

## Historia

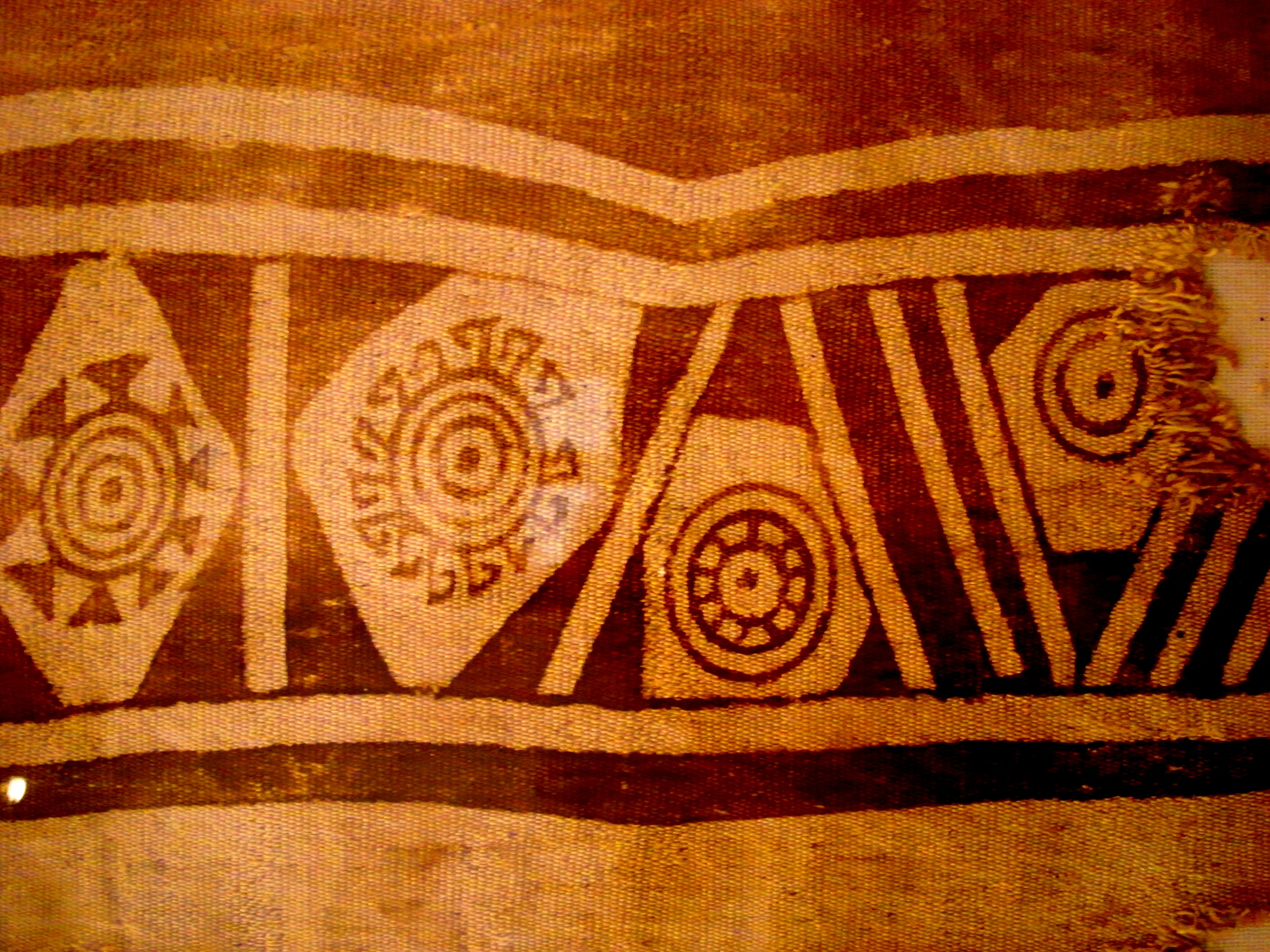
Tejido guane precolombino, Museo Casa de Bolívar

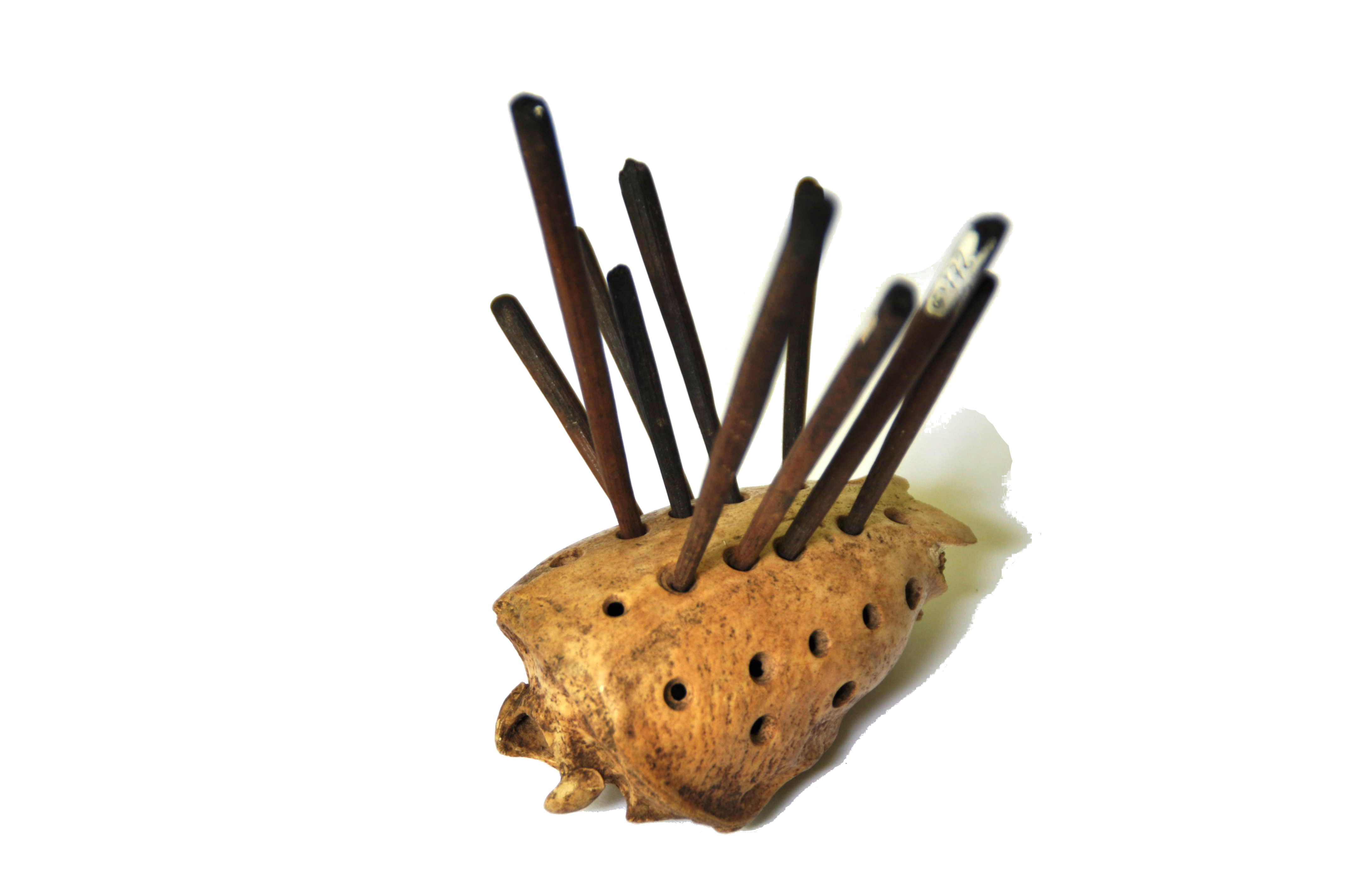
Agujas guanes precolombinas con soporte de cráneo animal, Museo Casa de Bolívar

Lo que hoy es el departamento de Santander es el heredero de una antigua tradición textil. En tiempos precolombinos, la población guane ya sabía hilar y tejer algodón con mucha destreza, tal como se puede observar en las numerosas muestras textiles que se encuentran en museos de Bucaramanga y de Bogotá, así como en la Casa de la Cultura del Socorro. 

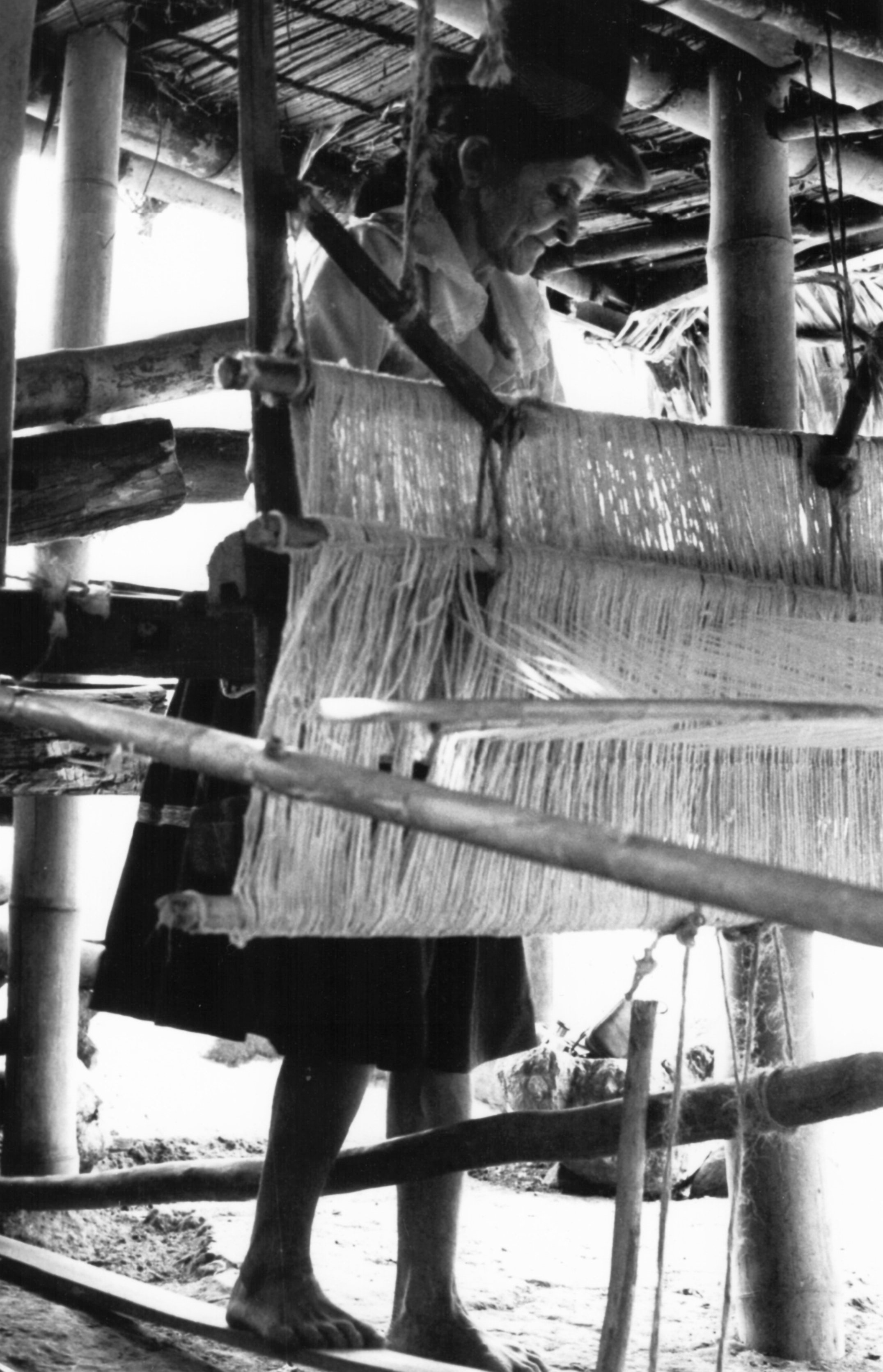
Tejedora de lienzo tradicional, en Ocamonte (Santander),1980

En un interesante fenómeno de hibridación cultural, una actividad textil siguió realizándose en Santander después de la conquista. Ésta, junto con el tabaco, la sombrerería y el batán hizo de la región del Socorro un gran polo de actividad económica. Esta actividad casera entró en decadencia con la competencia de las telas de la revolución industrial, primero importadas de Inglaterra, y luego, con el desarrollo de la producción textil nacional.

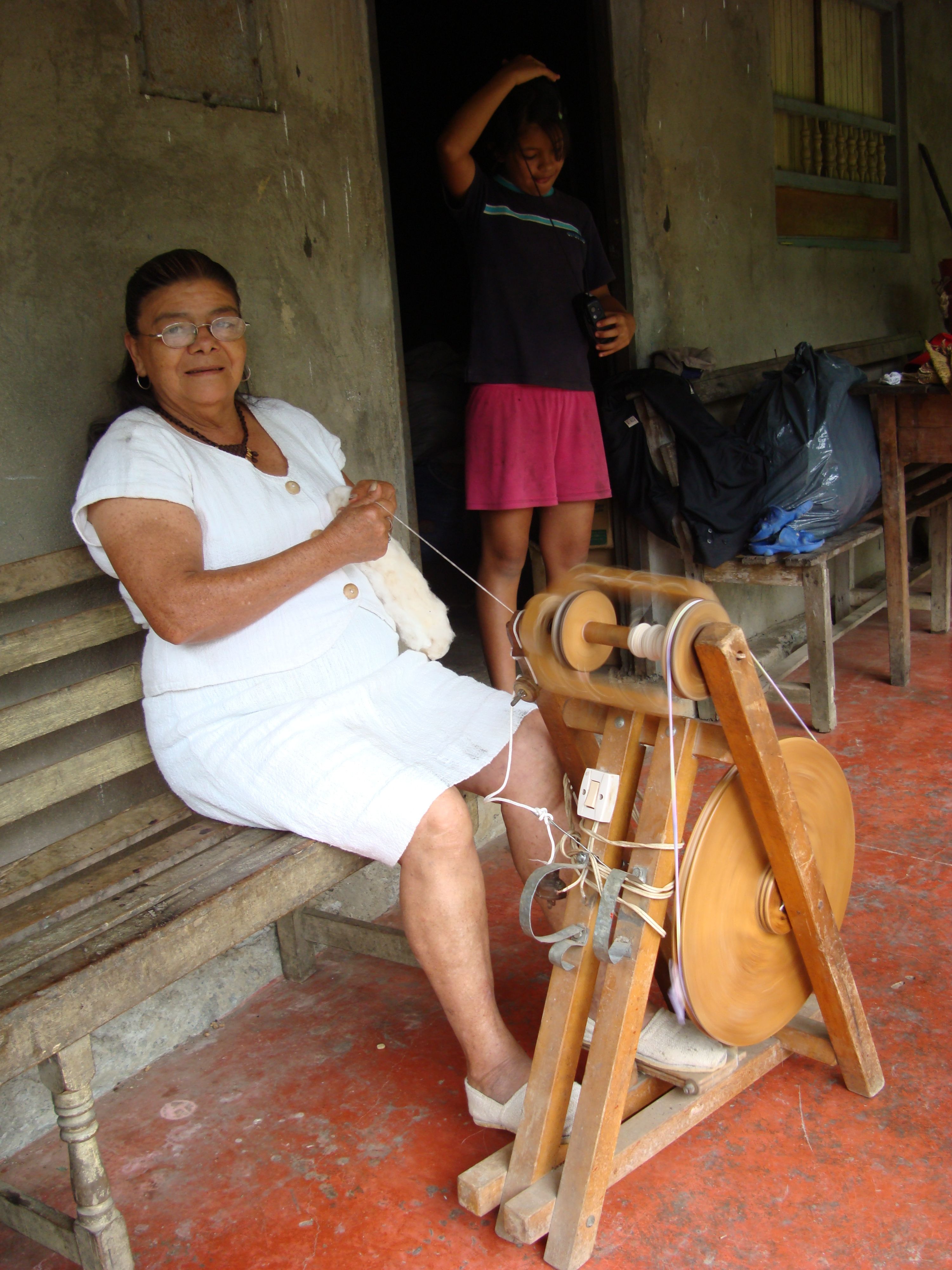
Artesana de Corpolienzo hilando algodón, vereda el Salitre, Charalá(Santander),2010

Desde mediados de los años 1980, una organización fundada en Charalá ha procurado dar un nuevo aliento a esta casi extinta tradición, con la creación de la Corporación de Recuperación Comunera del Lienzo de la Tierra (Corpolienzo). Sus integrantes producen una neoartesanía basada en una actualización de las antiguas técnicas y diseños que unen tradición y modernidad. Corpolienzo alberga en su taller urbano de Charalá el Museo del Algodón y Lienzo de la Tierra.

## El Museo
Este museo consta de tres salas. 
La primera, dedicada al arte textil Guane. Narra el descubrimiento de las telas guanes en la Mesa de los Santos. Describe los aspectos técnicos y culturales de esta actividad. Muestra la fibras que utilizaban los guanes y describe el hilado y tinturado del algodón. Se refiere a la mitología sobre los orígenes del conocimiento técnico de los indígenas. Esta sala también exhibe dos herramientas de la tradición textil santandereana: un molino de despepar (es decir, una desmotadora manual) y un torno de hilar.
Una transición entre la primera y la segunda sala recuerda la violencia extrema que acompañó la conquista, esta Destrucción de las Indias que denunció el padre Bartolomé de las Casas. Relata la resistencia y exterminación de los guanes.

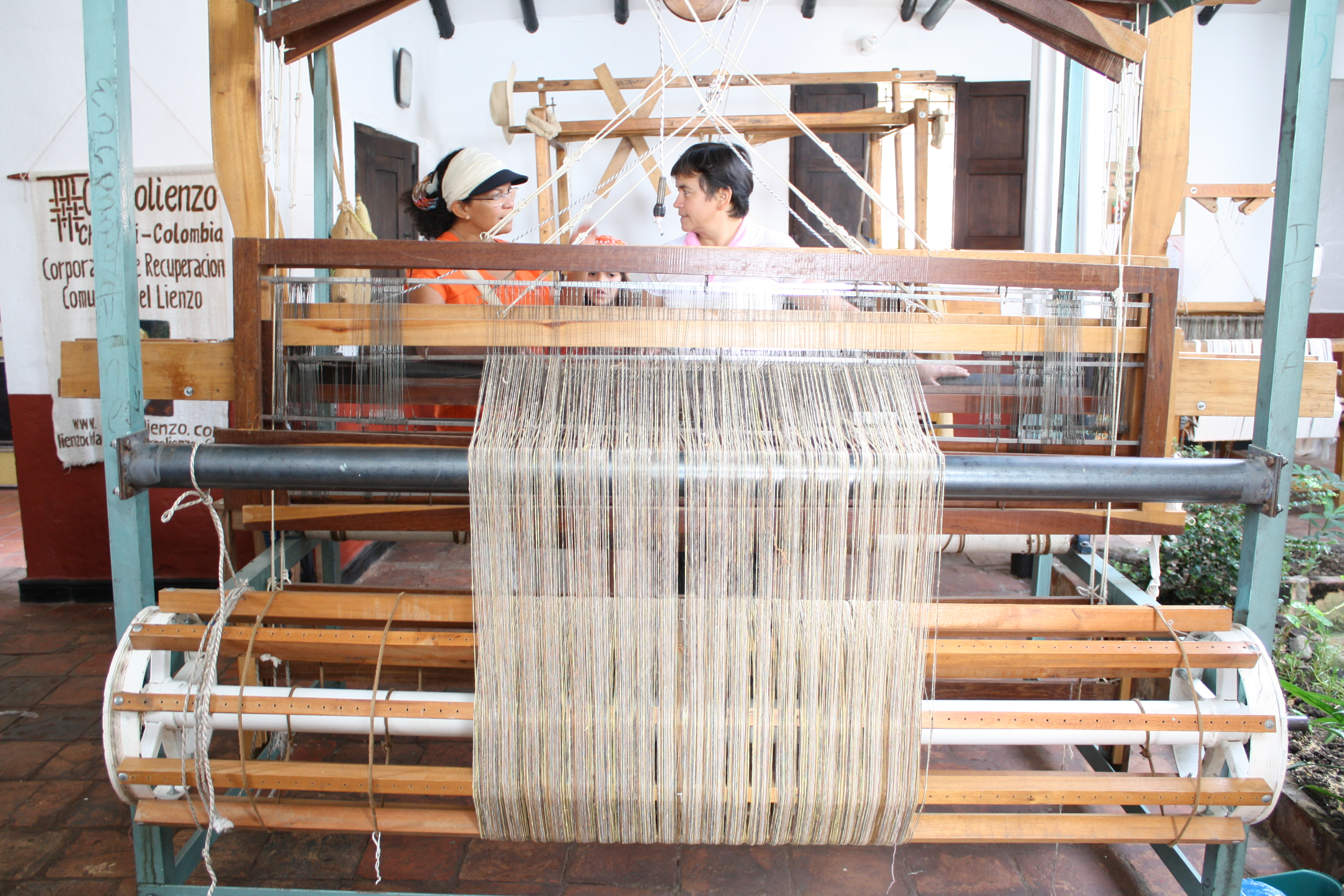
Tejedora de Corpolienzo en el taller, en la casa del Museo, 2010

Una segunda sala cuenta la historia de los textiles socorranos en la época colonial y su lenta decadencia en el transcurso del siglo XIX y la primera mitad del siglo XX a partir una información general sobre la región del Socorro y los resultados de una investigación centrada en la caso de Charalá. Se analiza el mestizaje técnico que se presentan en Santander. 

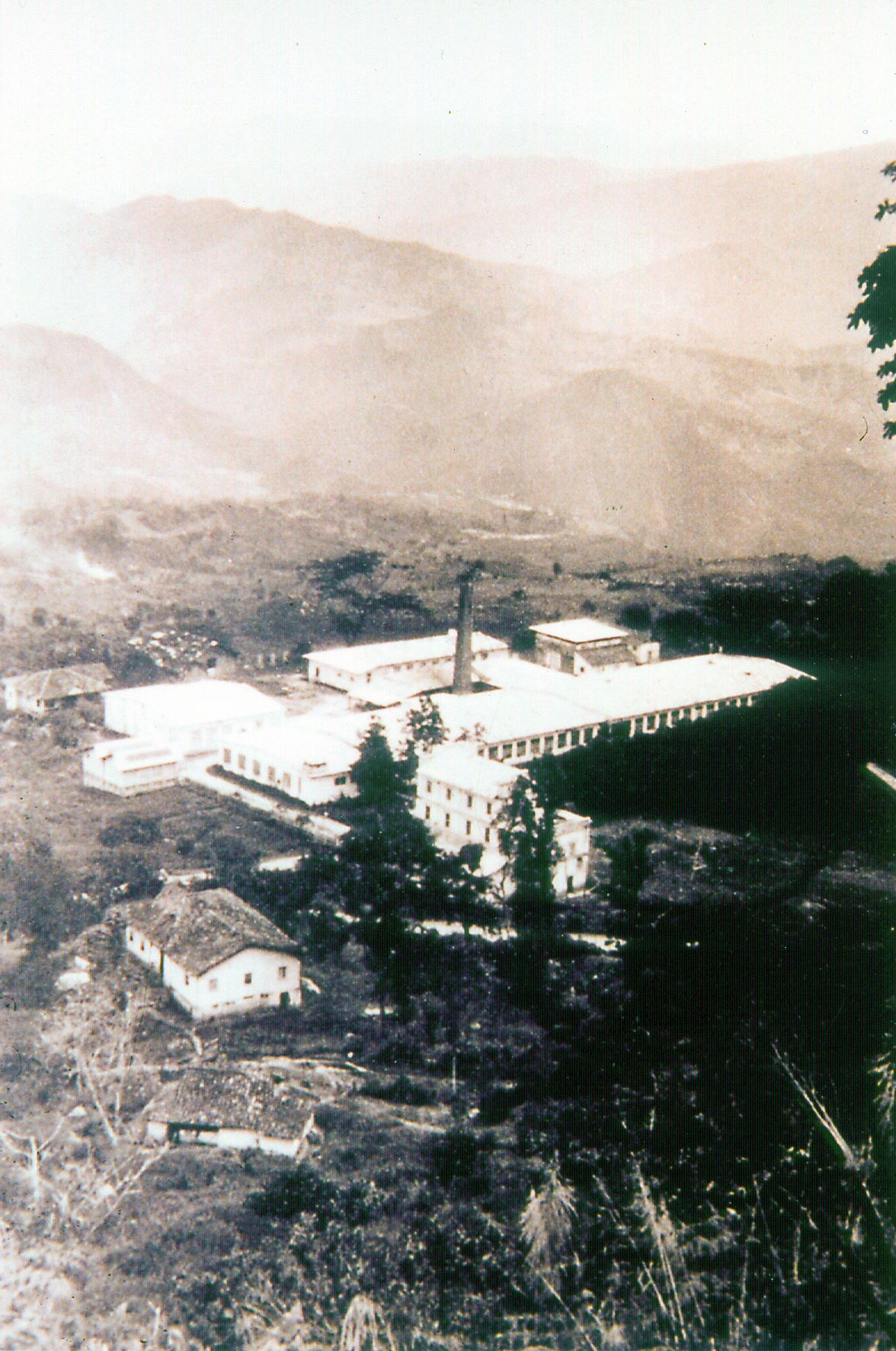
Fábrica textil de San José de Suaita, 1941

Numerosos testimonios y documentos de archivo revelan la importancia que tuvo la industria casera del lienzo en la región: campesinos y artesanos tuvieron una época de bonanza, exportando sus telas por gran parte de la Nueva Granada. Todavía la mayor parte del mundo rural colombiano se vestía con el lienzo de la tierra, tal como lo recuerdan las ilustraciones de uno de los paneles de esta sala. 
Igualmente se relata el desarrollo de la industria textil inglesa y la incidencia de las importaciones de telas inglesas en el paulatino declive de la producción santandereana. Se ilustra en un panel el fallido intento de implantación en Santander, en el poblado de San de Suaita, de una industria textil moderna. Existe en San José de Suaita un museo dedicado a la historia de esta fábrica.
Esta sala presenta una miniatura de una urdidera tradicional. El museo dispone en sus reservas de una auténtica urdidera, pero su tamaño no permite su exposición en las salas del museo.
La tercera sala está dedicada al hallazgo realizado por investigadores de la Universidad Javeriana de las últimas huellas de la industria textil casera en los municipios de Charalá y Ocamonte así como al renacimiento de esta producción artesanal en Charalá. Describe los procesos de producción de las últimas artesanas tradicionales por medio de fotografías realizadas al inicio de los años 1980 y exhibe muestras de las diferentes fases del procesamiento del algodón con la explicación ilustrada de su modo de obtención. Por último, exalta la obra realizada por todos los permitieron el renacimiento de esta tradición artesanal y en particular, los miembros presentes y pasados de la Corporación de Recuperación Comunera del Lienzo de la Tierra. 
Esta sala incluye un antiguo telar y muestras de hilos teñidos con productos naturales.
Además, este museo vivo y productivo está adjunto al taller donde trabajan parte de los integrantes de Corpolienzo – lo cual permite entender mejor aún los procesos de producción que se exponen en el museo – y a una tienda donde se pueden adquirir productos de las artesanas y libros sobre la historia del algodón santandereano.

## Referencias

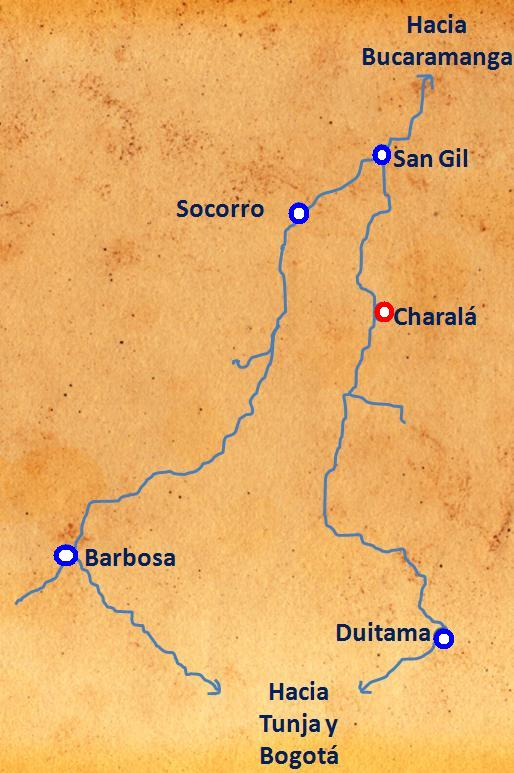
¿Cómo llegara a Charalá?